# Vägatjärnen (Råneå socken, Norrbotten, 734608-179507)
Vägatjärnen är en sjö i Bodens kommun i Norrbotten och ingår i Vitåns huvudavrinningsområde.